# Kanton Brumath
Brumath is een kanton van het Franse departement Bas-Rhin.

## Geschiedenis
Het kanton maakte deel uit van het arrondissement Strasbourg-Campagne tot dat op 22 maart 2015 werd opgeheven. De gemeente Weitbruch werd overgeheveld van het kanton Haguenau en, samen met 18 gemeenten die al onder het kanton Brumath vielen, ingedeeld bij het nieuwe arrondissement Haguenau-Wissembourg. De gemeenten Eckwersheim, Vendenheim en La Wantzenau, die al deel uitmaakten van samenwerkingsverband Strasbourg Eurométropole werden dan weer ingedeeld bij het nieuwe arrondissement Strasbourg.

## Gemeenten
Het kanton Brumath omvat de volgende gemeenten:
- Bernolsheim
- Bietlenheim
- Bilwisheim
- Brumath (hoofdplaats)
- Donnenheim
- Eckwersheim
- Gambsheim
- Geudertheim
- Gries
- Hœrdt
- Kilstett
- Krautwiller
- Kriegsheim
- Kurtzenhouse
- Mittelschaeffolsheim
- Mommenheim
- Olwisheim
- Rottelsheim
- Vendenheim
- La Wantzenau
- Weitbruch
- Weyersheim